# Масаїнов Олег Пантелеймонович
Олег Пантелеймонович Масаїнов (нар. 21 липня 1926, Москва — пом. 17 червня 1999, там же) — радянський та російський мультиплікатор, художник-оформлювач ігрових ляльок. Заслужений працівник культури РРФСР (1986). Учасник Великої Вітчизняної війни.

## Біографія
Народився 1926 року в Москві в родині білогвардійського офіцера. З 1943 до 1945 року був курсантом Танкотехнічного училища ім.Тимошенко.
У 1950 по 1953 pp. навчався у Театральному художньо-технічному училищі на кафедрі лялькової бутафорії. З 1953 р. і до смерті 1999 року працював художником-оформлювачем ляльок на кіностудії «Союзмультфільм». Брав участь у створенні понад 150 мультфільмів. Має медалі ВДНГ (1978, 1980, 1981). Член АСІФА.